# Ko Matsubara
Ko Matsubara (født 30. august 1996) er en japansk fodboldspiller, som spiller for den japanske fodboldklub Shimizu S-Pulse.